# محرر إتش تي إم إل

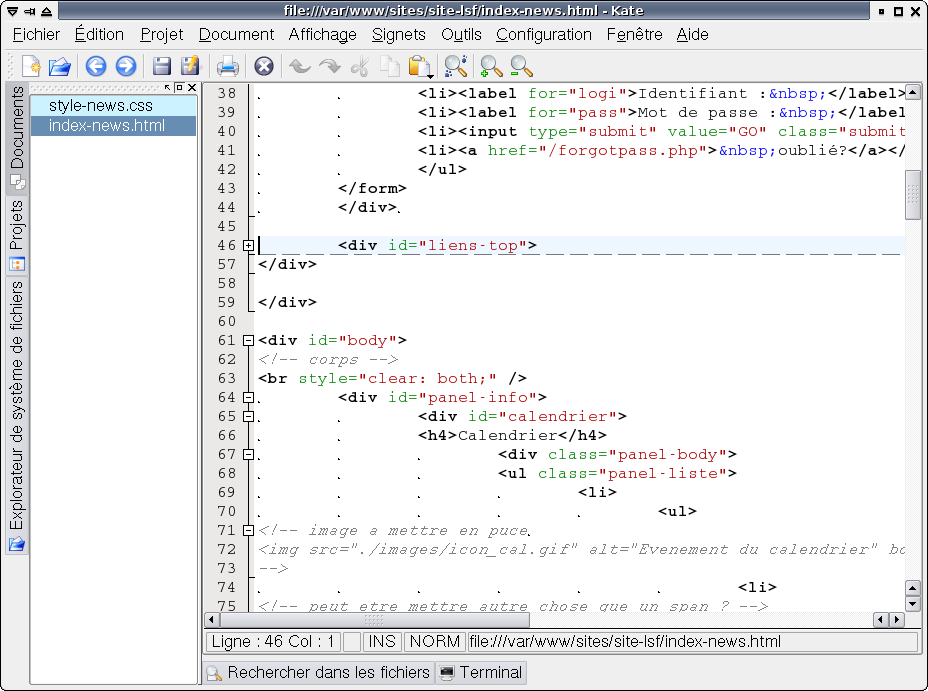

محررات إتش تي إم إل هي تطبيقات برمجية تستخدم لإنشاء صفحات الويب. بالرغم من أن علامات إتش تي إم إل يمكن كتابتها بواسطة أي محرر نصوص، إلا أن محررات إتش تي إم إل تقدم المزيد من الخيارات والأدوات التي تجعل عملية التكويد أكثر سهولة. على سبيل المثال، العديد من محررات الويب لا تعمل فقط مع إتش تي إم إل، بل تعمل أيضاً مع العديد من تقنيات تطوير الويب الأخرى مثل سي إس إس، جافاسكربت، وغيرها. وفي العديد من الحالات يكون من إمكانيات هذه المحررات أنها تستطيع الاتصال بخوادم الويب عن طريق بروتوكول إف تي بي أو ويب ديف، ويمكنها أيضاً الاتصال بأنظمة إدارة الإصدارات كسي في إس أو سبفيرسيون.كان كوفيكوب إتش تي إم إل إدتور هو أول محرر إتش تي إم إل متوفر للتنيزل عبر الإنترنت، صدر في العام 1994م بواسطة نيكولاس لونجو وكيفين جيروكا من شركة كوفيكوب سوفتوير.

## أشهر برامج تحرير إتش تي إم إل
- أدوبي دريمويفر
- نوتباد++